# شهرستان دوکوزپارینسکی
شهرستان دوکوزپارینسکی (به لاتین: Dokuzparinsky District) یک منطقهٔ مسکونی در روسیه است که در داغستان واقع شده‌است.